# Keni Liptzin
Keni Liptzin (talvolta Lipzin; Žytomyr, 1863 – New York, 28 settembre 1918) è stata un'attrice russa naturalizzata statunitense di lingua yiddish.

## Biografia
Nata nell'odierna Ucraina, pur non avendo alcuna istruzione riuscì grazie alla sua voce a debuttare a teatro nel 1880 guidata da Israel Rosenberg. Dopo aver sposato il suggeritore Volodja Liptzing a Londra, si stabilì negli Stati Uniti, dove recitò con alcuni grandi esponenti del teatro yiddish come Jacob Adler, Moishe Finkel e David Kessler.
Viene ricordata maggiormente per le sue interpretazioni delle opere di Jacob Gordin, tra cui Di shkhite e Mirele Efros. Seppur definita "attrice classica" dai critici dei primi anni del Novecento, in seguito il suo stile divenne più realistico.